# Pedro Mayorga
Pedro Óscar Mayorga Equioiz (Buenos Aires, 4 de noviembre de 1911-Buenos Aires, 6 de enero de 2014) fue un jinete argentino que compitió en la modalidad de salto ecuestre. Ganó una medalla de plata en los Juegos Panamericanos de 1955, en la prueba por equipos.

## Palmarés internacional
| Juegos Panamericanos | Juegos Panamericanos      | Juegos Panamericanos | Juegos Panamericanos |
| Año                  | Lugar                     | Medalla              | Categoría            |
| -------------------- | ------------------------- | -------------------- | -------------------- |
| 1955                 | Ciudad de México (México) | Medalla de plata     | Por equipos          |